# Potée lorraine
La potée lorraine (en español: pote lerenés), o potaye en lorenés, es una especialidad gastronómica tradicional de la región francesa de Lorena. Se trata de un cocido, mezcla de carne de cerdo y hortalizas, propio del invierno y de los meses fríos.
Su composición varia poco, empleándose tradicionalmente col, patatas, zanahorias y nabo, con carne de cerdo ahumada o en salazón (jarrete y espaldilla), salchichas llamadas "para cocer" (saucisses à cuire) y panceta ahumada o salada. Si sobra caldo, este se toma con rebanadas de pan tostado.
La potée es un cocido rural típico de los hogares franceses en regiones montañosas y del interior del país. Se encuentra también en las regiones de Franco Condado, Berry, Borgoña y Auvernia, sin que su composición varíe sustancialmente. Se suelen emplear en cada caso salchichas locales, como la salchicha de Morteau del Franco Condado, cuyo sabor es tan apreciado que se puede encontrar en muchas potées francesas.